# Hand jive
Le hand jive (prononcé [hænd d͡ʒajːv]) est une danse associée à la musique des années 1950, en particulier au rhythm and blues. Elle se base sur un ensemble complexe de mouvements de la main et d'applaudissements sur diverses parties du corps, à la façon d'instruments de percussion. 
Les mouvements des mains s'effectuent notamment sur les cuisses et comprennent le croisement des poignets, les coups de poing, les applaudissements des mains et les mouvements de hitch hike.

## Création
En 1957, lorsque le cinéaste Ken Russell est encore photographe indépendant, il enregistre les adolescents de Soho, à Londres, en train de danser le hand jive dans le sous-sol du café The Cat's Whisker, où le hand jive est inventé par Leon Bell[réf. nécessaire].  Selon un article du Daily Mirror, datant du 1er avril 1957, « il y a tellement de monde que les filles font du hand jive car il n'y a pas de place pour danser ». Le 8 janvier 2009, Russell déclare au journaliste Leo Benedictus du Guardian, avec qui il s'entretient, que « l'endroit était rempli de jeunes enfants [...] l'atmosphère était très joyeuse. [...] tout le monde bougeait avec ses mains parce qu'il y avait peu de place pour le faire avec ses pieds [...]. L'engouement m'a fasciné. Cela semblait être une étrange nouveauté. J'ai rejoint le mouvement ».

## Chansons faisant référence auhand jive
Le label musical La Voix de son maître autorise Capitol Records à sortir la chanson « Hand Jive 6-5 » aux États-Unis en mars 1958. Cet enregistrement ne suit pas le rythme original de Bo Diddley.
En avril 1958, le label britannique Decca Records sort une chanson intitulée « Hand Jive » de Bud Allen, interprétée par le groupe Betty Smith. Les paroles de la chanson décrivent la danse à laquelle le titre fait référence.
Le hand jive est popularisé aux États-Unis par la chanson « Willie and the Hand Jive », de Johnny Otis, décrite comme une « interprétation funky blues dans un style Bo Diddley » et « une autre approche de l’intérêt croissant des États-Unis pour la danse de mains d’origine britannique ».
Eric Clapton en enregistre une version en 1974. De plus, « Willie and the Hand Jive » est jouée à plusieurs reprises par les New Riders of the Purple Sage avec Jerry Garcia des Grateful Dead. George Thorogood et les Delaware Destroyers en enregistre une autre version, ainsi qu'un clip vidéo.
Cette chanson utilise le Bo Diddley beat, un rythme originaire de la musique afro-latine et introduit dans la musique traditionnelle américaine par Bo Diddley.
Le trompettiste de jazz Miles Davis est à l'origine d'un morceau intitulé « Hand Jive », écrit par le batteur Tony Williams, sur l'album Nefertiti de 1967.

## Autres utilisations dans le domaine musical
Le hand jive figure également dans la comédie musicale de Broadway Grease, créée en 1971, à travers la chanson « Born to Hand Jive ». Dans l'adaptation au cinéma de la comédie musicale, la chanson est interprétée par le groupe Sha Na Na. Dans un commentaire audio du DVD du film, la chorégraphe Patricia Birch révèle que la danse portait également le nom beaucoup plus connoté de hand job (« masturbation » en français), mais que le titre a été modifié car Grease était destiné à un public familial.
Les mouvements des mains sont également présents dans le film Hairspray de John Waters, sorti en 1988, car la classe d'éducation spécialisée effectue le geste dans le dos de l'enseignant pendant le serment d'allégeance au drapeau des États-Unis.
L'album de 1993 du guitariste de jazz fusion John Scofield s'appelle Hand Jive.
Le Festival of the Lion King de Walt Disney World Resort en Floride, créé en 1997, laisse une place au hand jive durant le spectacle, pendant la chanson « Hakuna Matata ». Les interprètes et le public le dansent en chantant la chanson. Le public apprend le hand jive quelque temps avant le début du spectacle.
L'album Midnight Boom du groupe The Kills, sorti en 2005, présente le rythme du hand jive dans la chanson « Sour Cherry ».